# Francis Beart
Francis Beart was een Engels motorcoureur die vooral bekend werd als tuner van de 350- en 500cc-Norton Manx-productieracers en Formule 3-auto's. Beart's Nortons wonnen elf keer de Manx Grand Prix, werden tien keer tweede en drie keer derde. Ze wonnen de Daytona 200 in 1949, 1950 en 1951. De Beart-Nortons waren meestal te herkennen aan de appelgroene kleur van het frame en later ook de dolfijnkuip in dezelfde kleur.

## Persoonlijk leven
Beart werd in 1905 geboren in Ringsfield, een klein dorp bij Beccles (East Suffolk). Zijn familie verhuisde naar een boerderij in Yorkshire die door zijn grootmoeder was geschonken. Later verhuisde het gezin naar Londen, waar Beart het Dulwich College (een kostschool) bezocht. In 1936 trouwde hij met de bekende illustratice Margaret Macadam (1902-1991). Tijdens de Tweede Wereldoorlog werkte Beart als ingenieur voor de Bristol Aeroplane Company (BAC) terwijl zijn echtgenote als verpleegster bij het Voluntary Aid Detachment (VAD) werkte. Op het moment van zijn overlijden in 1983 woonde het echtpaar Beart in Keyhaven bij Lymington in het New Forest National Park.

## Racecarrière
Beart was in de jaren dertig een regelmatig deelnemer aan races op Brooklands, een hogesnelheidscircuit waar voornamelijk snelheidrecords werden gevestigd. Hij betrok daar een kleine werkplaats waar hij motorfietsen van collega's sneller ging maken. In 1936 reed hij met een Grindlay-Peerless met JAP-motor een record op de Test Hill van 6,99 seconden (55,6 km/uur gemiddeld). Bovenop de heuvel vlogen de meeste voertuigen (ook auto's) een stukje. Beart werd daar afgeworpen maar raakte niet gewond. Zijn record werd nooit gebroken. Brooklands sloot in 1939. Toen hadden door Beart getunede voertuigen twaalf circuitrecords en drie wereldrecords gevestigd. 

## Carrière als tuner
Na de Tweede Wereldoorlog vielen steeds meer privérijders terug op Beart's kwaliteiten als motortuner. Rijders als Johnny Lockett, Ken Bills, Cromie McCandless, Manliff Barrington, Denis Parkinson, Dan Crossly, Peter Romaine, John Cooper, Peter Aitchison, Ken Arber en vele anderen reden met door Beart opgevoerde Nortons, soms nog de vooroorlogse International Manx Grand Prix', meestal met de nieuwe Norton Manx. Zo raakte hij zijdelings betrokken bij het merk Norton en zijn team vertegenwoordigde het merk in de Verenigde Staten toen de Daytona 200 werd gewonnen in 1949 (Dick Klamfoth), 1950 (Floyd Emde) en 1951 (Dick Klamfoth).
Begin jaren vijftig richtte hij zich op de tuning van de motoren voor de lichtgewicht Formule 3-auto's van Cooper nadat Cooper was overgestapt van JAP naar 500cc-Norton Manx-motoren. De Beart-Coopers werden gereden door Eric Brandon, Alan Brown, Stirling Moss en Stuart Lewis-Evans.
Eind jaren vijftig richtte Beart zich weer volledig op zijn motorfietsen. In 1957 tunede hij enkele Nortons voor Ernie Washer om in te zetten in de Manx Grand Prix. Washer werd in dat jaar tweede in de (500 cc) Senior Race, maar in 1958 won hij met een nieuw racerecord. Peter Middleton won de (350 cc) Junior Race van 1959 en Ellis Boyce herhaalde dat in 1960. Ook Mike Hailwood, Joe Dunphy, Terry Shepherd en Bob Anderson raceten met Beart-Nortons. Francis Beart bleef tot ver in de jaren zestig Nortons opvoeren voor privérijders. 

## Trivia

### Tragedie in 1952
De overstap naar Formule 3-auto's na 1952 had een enigszins macabere oorzaak. In 1952 prepareerde Beart de 350- en 500cc-Nortons van Ken Arber voor de Manx Grand Prix. Met de 500cc-machine verongelukte Arber echter tijdens de training op 2 september bij Hillberry Corner. Francis Beart was hierdoor hard geraakt en besloot naar huis te gaan, maar men wist hem over te halen de overgebleven 350cc-Norton aan Peter Davey te geven. Davey stond echter al ingeschreven met een AJS en Beart vond Ken James bereid zijn machine te rijden. Op 5 september, in zijn derde trainingsrondje, verongelukte ook James, slechts 500 meter verder bij Cronk-ny-Mona. Thomas Swarbrick raakte de machine van James en raakte zwaargewond, maar overleefde. Beart stopte lang met het prepareren van motoren voor de races op Man. Hij concentreerde zich op de 500 cc Norton-motoren die in Formule 3-auto's werden gebruikt. 